# El barrio del Señor Ruggerio
"El barrio del Señor Ruggerio" (título original en inglés: "Mr. Ruggerio's Neighborhood") es el vigésimo séptimo episodio de la serie de HBO Los Soprano y el primero de la tercera temporada de la serie. Fue escrito por David Chase, dirigido por Allen Coulter y estrenado el 4 de marzo de 2001 en Estados Unidos.

## Protagonistas
- James Gandolfini como Tony Soprano.
- Lorraine Bracco como Dr. Jennifer Melfi. *
- Edie Falco como Carmela Soprano.
- Michael Imperioli como Christopher Moltisanti.
- Dominic Chianese como Corrado Soprano, Jr. *
- Steven Van Zandt como Silvio Dante.
- Tony Sirico como Paulie Gualtieri.
- Robert Iler como Anthony Soprano, Jr.
- Jamie-Lynn Sigler como Meadow Soprano.
- Drea de Matteo como Adriana La Cerva.
- Aida Turturro como Janice Soprano. *
- Federico Castelluccio como Furio Giunta.

* = sólo mencionados

### Protagonista invitado
- Jerry Adler como Hesh Rabkin.

#### Otros protagonistas
| - Louis Lombardi como Agente Skip Lipari. - Ari Graynor como Caitlin Rucker. - John Fiore como Gigi Cestone. - Dan Grimaldi como Patsy Parisi y Philly Parisi. - Frank Pellegrino como Frank Cubitoso. - Saundra Santiago como Jeannie Cusamano. - Michele de Cesare como Hunter Scangarelo. - Erica Leerhsen como Birgit Olafsdottir. - Albert Makhtsier como Stasiu Wosilius. - Katalin Pota como Lilliana Wosilius. - Robert Bogue como Ed Restuccia. - Anthony DiMaria como hijo de Ruggerio. - David Mogentale como entrenador Goodwin. - James Murtaugh como juez Lapper. - Frank Pando como Agente Frank Grasso. - Gary Perez como Agente Márquez. - Matt Servitto como Dwight Harris. | - Bryan Smyj como Agente Smyj. - Colleen Werthmann como Agente Malatesta. - Jay Christanson como Agente Jongsma. - Dennis Gagomiros como Agente Theophilos. - Neal Jones como Agente Tancredi. - Gary Evans como técnico del FBI #1. - Glenn Kessler como técnico del FBI #2. - John Deblasio como empleado del S.E.T. - Anthony Indelicato como empleado del S.E.T. #1 - Murphy Guyer como empleado del S.E.T. #2 - Frank Deal como R & D #1. - Katie C. Sparer como R & D #2. - Matthew Breiner como Rob. - Ian Group como Colin. - Mark Karafin como Egon Kosma. - Etan Maiti como Jason. - Tommy Savas como Xavier. |

## Resumen del episodio
Tras perder el FBI a Pussy Bonpensiero como confidente, el agente Skip Lipari propone tener controlado a Tony mediante la instalación de un micrófono en el sótano de su casa. El agente sabe que Tony no habla de "negocios" en su casa pero, de hacerlo, lleva a sus invitados al sótano, aprovechando el ruido del aire acondicionado. Tras obtener el permiso del juez y comprobar que disponen en un momento del día disponen de una hora y 45 minutos, el FBI mandó un grupo de electricistas de incógnito.
En el primer intento, el calentador de agua explotó inundando el sótano, por lo que el grupo de federales tuvo que abandonar rápidamente la casa ante la inminente llegada de los Soprano. Tras arreglarla, el FBI retomó la misión para instalar el micrófono en la lámpara de mesa del sótano de Tony.
Mientras tanto, en la organización criminal, Tony está preocupado por una posible guerra por las contratas de basura en su empresa, Barone Sanitation. Además, durante una comida en Satriale's, Patsy Parisi comienza a admitir su depresión por la pérdida de su hermano Philly y las sospechas que tiene sobre quien pudo ser su asesino. Por su parte, Tony está incómodo con esta situación y lo habla con Paulie, Silvio y Gigi Cestone. Este último asegura que a Patsy lo han visto a menudo borracho hablando de que Tony estuvo detrás del asesinato de su hermano. Durante una de las vigilancias del FBI, éstos vieron a Patsy acercarse a la casa de Tony con un arma y orinar en la piscina de Tony en claros síntomas de embriaguez.

## Título del episodio
El señor Ruggerio es el fontanero de Tony y uno de los agentes del FBI llega a decir que es el "barrio del señor Ruggerio". El título también es una referencia a la serie de televisión Mister Rogers' Neighborhood.

## Producción
Aunque fue el primero en emitirse, "Adiós, pequeña Livia" fue el primero que fue grabado. Ambos episodios formaron parte de un especial de dos horas del estreno de la tercera temporada en Estados Unidos. Federico Castelluccio (Furio Giunta) apareció por primera vez en los créditos del reparto principal, pero solo lo hace en los episodios que él aparece. Por su parte, es la primera vez que Nancy Marchand (Livia Soprano) no aparece en los créditos tras su fallecimiento cuando finalizó la segunda temporada.
En el episodio, los miembros de la familia Soprano reciben los siguientes nombres en clave del FBI:
- Tony - Papa Bing
- Carmela - Señora Bing
- Meadow - Princesa Bing
- A.J. - Baby Bing
- La residencia Soprano - Fábrica de salchichas

## Música
- La canción que suena cuando Tony camina la primera vez a por el periódico en su casa es "Sad Eyed Lady" de Alabama 3, la misma banda que interpreta "Woke Up This Morning" en la secuencia de apertura.[2]
- El episodio utiliza el tema principal de Peter Gunn (interpretado por Henry Mancini) y "Every Breath You Take" (por The Police) combinados a modo de mashup por Kathryn Dayak de HBO. Cuando el FBI está tramando el plan en casa de Tony aparece "Peter Gunn Theme" del programa detectivesco, mientras que para las imágenes de Tony suena "Every Breath You Take".[2]
- La canción que suena al final del episodio es "High Fidelity", de Elvis Costello.[2]
- Mientras conduce Tony canta la canción de Steely Dan "Dirty Work".[2]
- En el dormitorio, cuando hablan Caitlyn y Meadow suena la canción "Van Gogh" de Ras Kass.[2]
- Tony escucha "Hotel California" de Eagles cuando hace ejercicio al final del episodio.[2]